# 沃爾福爾德
沃爾福爾德（法語：Wulfoald，？—676年），法蘭克王國貴族，曾任奧斯特拉西亞宮相（662年—676年）及宮紐斯特利亞宮相（673年—675年），在墨洛溫王朝權力鬥爭中扮演關鍵角色。

## 生平
沃爾福爾德出身奧斯特拉西亞顯赫家族，其領地橫跨奧斯特拉西亞與勃艮第邊境。據圖勒教區文獻記載，他可能是圖勒主教加里巴爾德（Garibald，约706年逝世）之父，並與另一任圖勒主教貢杜安（Gondoin）的家族存在親屬關係。
沃爾福爾德與阿爾薩斯公爵埃提孔（即聖奧迪爾之父阿爾達里克）關係密切，在當地擁有大量封地。其家族長期與丕平家族（Pépinides）處於敵對狀態，此政治立場深刻影響奧斯特拉西亞政局。
沃爾福爾德於662年成為宮相後，全力支持希爾德里克二世的統治，成為幼主的攝政 直至670年。675年，希爾德里克因未經審判處罰貴族博迪隆（Bodilon）引發叛亂，最終遭刺殺身亡。此事導致奧斯特拉西亞貴族分裂為支持沃爾福爾德維持既有政權的保王派和由紐斯特里亞宮相埃布羅因領導，其趁亂自監獄脫逃後集結勢力的反對派。
為鞏固權力，沃爾福爾德策動達戈貝爾特二世從愛爾蘭流亡地返國，並繼續擔任其宮相。此舉成功壓制埃斯塔勒的丕平的勢力，但埋下後世加洛林王朝崛起的隱患。
沃爾福爾德約於676年逝世，其政治遺產隨着679年達戈貝爾特二世在瓦夫爾森林遭教子讓（Jean）刺殺而崩解。據梅斯年鑑記載，阿努爾夫家族可能涉入此暗殺事件。